# Шихта
Шихта (на немски: Schicht) е название на смес от суровини (руда, метал, флюс, гориво и др.). Крайният продукт се определя от съотношението на вложените суровини. Преработката на шихта се извършва в металургични, химически и други пещи.